# Silo Asturský
Silo (zemřel roku 783) byl asturský král od roku 774 až do své smrti roku 783. Na trůn nastoupil po Aureliovi díky svému manželství s Adosindou, dcerou Alfonsa I. Během své vlády přesunul hlavní město Asturského království z Cangas de Onís do Pravie, která se nacházela blíže centru království. Byl současníkem Abd al-Rahmána I., umajjovského emíra Córdoby, a Karla Velikého.

## Život

### Nástup na trůn
Během Silova života byli vládci Asturského království stále ještě voleni šlechtou tak, jako se dělo dříve ve Vizigotském království. Panovník se vybíral z malého počtu členů dynastie. Přednost se dávala synům předešlého krále, nebo, když to nebylo možné, manželům králových dcer. To je i případ Sila, který si vzal Adosindu, dceru Alfonsa I. Když selhala i tato možnost, hledal se nástupce i mezi ostatními členy královského rodu, o kterých se předpokládalo, že budou schopni vládnout.
Nicméně se vedou spory o způsobu Silova nástupu na trůn. Mezi hlavní teorie patří možnost volby podle vizigótské tradice, skrze manželčino dědictví, jak bylo zvykem mezi domorodými obyvateli Asturie, nebo dědictví v královské linii. Každá z těchto teorií vede k poněkud jinému vnímání Silova nástupu na trůn.

### Vláda
Podle kroniky "Codex Vigilanus" Silo udržoval s muslimy na jihu mír "ob causam matris", tedy kvůli jeho matce. Význam tohoto vyjádření je sporný. Může znamenat, že jeho matka mohla být muslimka s vazbami na emíra Abd al-Rahmána I., nebo že byla držena jako rukojmí u Abd al-Rahmána na jeho dvoře v Córdobě. Význám však může být taky úplně jiný.

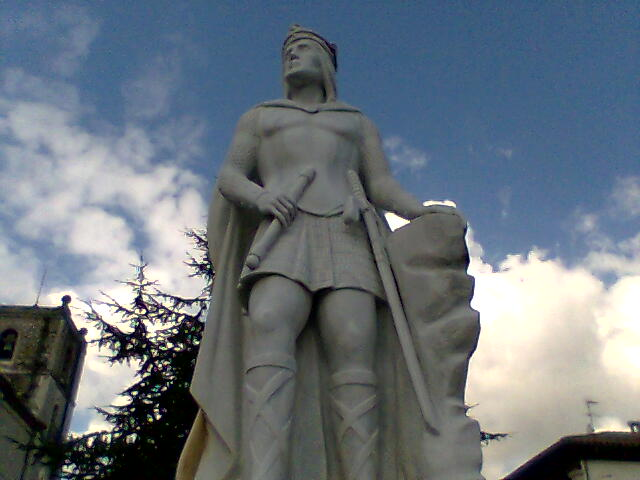
Socha krále Sila v Pravii v Asturii.

Absence córdobských útoků vůči Asturii během Silovi vlády by mohla souviset s vpádem Karla Velikého na Iberský poloostrov roku 778. Armáda Karla Velikého nebyla schopná dotáhnout obležení Zaragozy do konce a musela odtáhnout zpátky do Franské říše přes průsmyk Roncesvalles, kde utrpěla těžkou porážku od místních Basků.  Jako odpověď na tento vpád vedl Abd al-Rahmán vojenskou kampaň v údolí řeky Ebro, aby potrestal své vazaly, kteří stáli při Franském vpádu na straně Karla Velikého.
I přes absenci muslimských nájezdů, nebyl v Asturském království úplně klid. Během Silovi vlády Galicie podruhé povstala proti asturské nadvládě (poprvé se tak stalo za vlády Fruely I.). Tehdejší kronikáři neobjasňují motivy povstání. Silo se armádě povstalců postavil v bitvě u Montecubeiro (dnešní provincie Lugo), kde rebely porazil, a ukončil tak jejich povstání.
Nejstarší středověký psaný dokument z Pyrenejského poloostrova se datuje do období Silovy vlády. Listina, takzvaná "Diploma del Rei Don Silo", byla vydána 23. srpna 775. V této smluvní listině se mluví o donaci "pro anima" (pro klid duše). Silo v ní udělil část svých majetků ve vesnici Tabulata (dnešní Trabada) v provincii Lugo skupině mnichů, kteří zde měli založit klášter.

### Přestěhování dvora do Pravie
Po nástupu na trůn Silo přemístil hlavní město z Cangas de Onís do Pravie (do oblasti, kterou spravoval již před svým nástupem na trůn). Nové hlavní město mělo strategickou polohu. Rozkládalo se na místě starého římského osídlení v údolí řeky Nalón podél římské cesty do města  "Asturica Augusta" (dnešní Astorga). Po té, co Silo rozšířil hranice království hlouběji do Galicie, se původní hlavní město Cangas de Onís nacházelo již celkem daleko od centra království.

## Smrt a nástupnictví
Silo zemřel v Pravii roku 783. Kronika Estoria de España říká o jeho smrti následující:
| „                   | Po osmi letech vlády roku 817 španělské éry (783 n.l.) král Silo zemřel a byl pohřben v kostele sv. Jana Evangelisty, který byl postaven během jeho života. | “ |
| — Estoria de España | |   |

Po Silově smrti jeho manželka Adosinda zinscenovala zvolení svého synovce Alfonsa II., syna Fruely I. Trůn byl však vzápěti uzurpován Mauregatem, levobočným synem Alfonsa I. a otrokyně maurského původu. 

## Pohřeb
Silo byl pohřben v kostele sv. Jana Evangelisty v Pravii (San Juan Apóstol y Evangelista), který nechal vystavět. Hrob Sila a jeho manželky Adosindy se zde nachází dodnes. Nicméně, některé zdroje tvrdí, že Silovy ostatky byly přesunuty do kláštera San Juan de las Dueñas v Oviedu a znovu pohřbeny za hlavním oltářem.